# Ala-Kesiö
Ala-Kesiö är en sjö i kommunen Heinola i landskapet Päijänne-Tavastland i Finland. Sjön ligger 84,3 meter över havet. Arean är 99 hektar och strandlinjen är 13,29 kilometer lång. Sjön  ingår i Kymmene älvs huvudavrinningsområde.   Den ligger omkring 48 km nordöst om Lahtis och omkring 140 km nordöst om Helsingfors. 